# Карнеев, Эмиль Ильдарович
Эмиль Ильдарович Карнеев (род. 10 июля 1991) — российский конькобежец (шорт-трек). Мастер спорта России международного класса (с 26 марта 2012). Победитель первенства России 2009, 2010, чемпион России в эстафете 2010. Участник Чемпионата мира среди юниоров 1500 м. Участник командного чемпионата мира — 5 место. Входит в состав сборной России.
Воспитанник уфимской школы шорт-трека (открытая 15 декабря 1987 в СДЮСШОР №1 Октябрьского района г. Уфы).